# عزيزتي كليمنتين
عزيزتي كليمنتين (بالإنجليزية: My Darling Clementine)‏ فيلم أبيض وأسود غرب أمريكي إخراج جون فورد وإنتاج عام 1946 هو أحد أعظم الأفلام الغربية، وهو النسخة الأكثر دقة من أسطورة وايات إيرب، وبطولة هنري فوندا في دور وايت إيرب خلال الفترة التي سبقت النزاع المسلح في أو كيه كورال، تدور أحداث الفيلم بعد سرقة ماشيتهم وقتل شقيقهم، يملك الأخوان "إيرب" حسابًا لتسويته مع عائلة كلانتون، يضم طاقم الممثلين أيضًا فيكتور ماتير ، وليندا دارنيل ، والتر برينان ، وتيم هولت ، وكاثي داونز ، ووارد بوند.
تم استعارة عنوان الفيلم من الأغنية الرئيسية "يا حبيبي، كليمنتين"، التي تم غنائها في أجزاء خلال الاعتمادات الافتتاحية والختامية. يعتمد السيناريو على السيرة الذاتية الخيالية ويستند الفيلم على رواية وايات إيرب: فرونتير مارشال التي كتبها ستيوارت ن. لاك، وكذلك فيلمين سابقين كلاهما يحمل اسم فرونتير مارشال (صدر في عام 1934 و1939.
يعتبر العديد من نقاد السينما من حبيبتي كليمنتين أحد أفضل الأفلام الغربية على الإطلاق. في عام 1991 اعتبرت مكتبة الكونغرس الفيلم "مهمًا ثقافيًا أو تاريخيًا أو جماليًا" وتم اختياره للحفظ في السجل الوطني للأفلام بالولايات المتحدة؛ كان من بين أول 75 فيلمًا تم تسجيلها في السجل الوطني للأفلام.

## فريق التمثيل
- هنري فوندا في دور وايت إيرب
- ليندا دارنيل في دور شيواوا
- فيكتور ماتير في دور دكتور  جون هنري "دوك" هوليداي
- كاثي داونز في دور كليمنتين كارتر ، حب دوك السابق من بوسطن
- والتر برينان في دور نيومان هاينز كلانتون ، أحد رعاة الماشية
- تيم هولت في دور فيرجيل إيرب
- وارد بوند في دور مورغان إيرب
- دون غارنر في دور جيمس إيرب
- غرانت ويذرز في دور آيك كلانتون
- جون إيرلندا في دور بيلي كلانتون
- آلان موبراي في دور غرانفيل ثورندايك ، ممثل مسرحي
- روي روبرتس في دور عمدة
- جين دارويل في دور كيت نيلسون
- جي فاريل ماكدونالد في دور ماك نادل الحانة
- راسل سيمبسون في دور جون سيمبسون
- تشارلز ستيفنز في دور تشارلي الهندي (غير معتمد)

## روابط خارجية
- عزيزتي كليمنتين على موقع أول موفي.
- عزيزتي كليمنتين على فهرس معهد الفيلم الأمريكي
- عزيزتي كليمنتين  في قاعدة بيانات الأفلام على الإنترنت (بالإنجليزية)
- عزيزتي كليمنتين في قاعدة بيانات تيرنر كلاسيك موفيز للأفلام.
- حبيبتي كليمنتين: ما وراء العظيم مقال بقلم ديفيد جينكينز في كرايتيرين كولكشن